# Jackson Martínez
Jackson Arley Martínez Valencia (Quibdó, 3 oktober 1986) is een Colombiaans voormalig voetballer die doorgaans speelde als spits. Tussen 2004 en 2020 was hij actief voor Independiente, Jaguares, FC Porto, Atlético Madrid, Guangzhou Evergrande, Portimonense en Portimonense. Hij speelde tussen 2009 en 2015 in het Colombiaans voetbalelftal.

## Clubcarrière
Colombiaans landskampioen werd. Tevens werd hij dat seizoen topscorer van de competitie met negentien treffers. Hierop trok de spits naar het Mexicaanse Jaguares de Chiapas, waarmee hij in de Primera División speelde. Voor deze club scoorde hij in zijn eerste twee seizoenen respectievelijk negen en vier keer, maar zijn derde seizoen leverde vijftien competitiedoelpunten op. In de zomer van 2012 tekende Martínez een contract bij FC Porto. Hij debuteerde op 11 augustus tijdens de wedstrijd om de Supertaça Cândido de Oliveira, tegen Académica Coimbra (1–0 winst). Tijdens dit duel maakte hij tevens zijn eerste doelpunt voor Porto. Zijn eerste competitiedoelpunt maakte de Colombiaan op 25 augustus 2012, toen met 4–0 werd gewonnen van Vitória SC. Vanaf de strafschopstip nam hij de vierde treffer voor zijn rekening.
Zijn eerste hattrick viel te noteren op 2 februari 2013, toen opnieuw met vier doelpunten verschil werd gewonnen van Vitória SC (0–4). Na de openingstreffer van Eliaquim Mangala scoorde Martínez de drie goals daarna. Zijn eerste seizoen bij Porto sloot de Colombiaan goed af: er werd beslag gelegd op de Supercup, de landstitel en de titel van topscorer van de Primeira Liga met zesentwintig treffers. ESPN noemde Martínez als een van de beste aankopen in Europa voor het seizoen 2012/13. In het seizoen 2013/14 won Porto opnieuw de Supercup; nu deden ze dat door met 3–0 te winnen van Vitória SC. Martínez nam tijdens dit duel de tweede treffer voor zijn rekening. Met Porto was hij in het seizoen 2013/14 actief in de Champions League en hij maakte in zes wedstrijden twee doelpunten, waaronder in een duel tegen de latere finalist Atlético Madrid (1–2 nederlaag). In de Europa League was hij matchwinner in de wedstrijd tegen SSC Napoli, maar kon hij op 3 april 2014 uitschakeling door latere kampioen Sevilla niet voorkomen. Dat seizoen werd hij opnieuw topscorer; nu kwam hij tot twintig doelpunten. Op 2 augustus 2014 verlengde Martínez zijn contract bij de Portugese club tot medio 2017. In de Champions League het jaar erop viel hij op 30 september 2014 tegen Sjachtar Donetsk in bij een achterstand van 2–0. Door een benutte penalty en een doelpunt in de allerlaatste minuut wist de Colombiaan er nog 2–2 van te maken.
Martinez tekende in juli 2015 een contract tot medio 2019 bij Atlético Madrid, de nummer drie van de Primera División in het voorgaande seizoen. Dat betaalde circa €35.000.000,- voor hem aan FC Porto. Martinez tekende op 3 februari 2016  bij Guangzhou Evergrande. Dat maakte €42.000.000,- voor hem over naar Atlético Madrid. Hiermee werd hij de duurste speler van de januari-transferperiode en de duurste speler ooit in de Chinese Super League. Martínez kwam in negen maanden vijftien keer in actie voor Guangzhou Evergrande, waarna hij in oktober 2016 een enkelblessure opliep. Na zeventien maanden inactiviteit probeerde de club in maart 2018 zijn contract te ontbinden. In het seizoen 2018/19 speelde hij op huurbasis voor het Portugese Portimonense. Die club nam hem voor het seizoen 2019/20 over. In augustus 2020 verliet hij de club vanwege een blessure. In december 2020 beëindigde Martínez zijn loopbaan.

## Clubstatistieken
| Seizoen | Club                   | Competitie       | Competitie | Competitie | Beker | Beker | Internationaal | Internationaal | Totaal | Totaal |
| Seizoen | Club                   | Competitie       | Wed.       | Dlp.       | Wed.  | Dlp.  | Wed.           | Dlp.           | Wed.   | Dlp.   |
| ------- | ---------------------- | ---------------- | ---------- | ---------- | ----- | ----- | -------------- | -------------- | ------ | ------ |
| 2005/06 | Independiente Medellín | Primera A        | 11         | 4          | —     | —     | —              | —              | 11     | 4      |
| 2006/07 | Independiente Medellín | Primera A        | 46         | 8          | —     | —     | —              | —              | 46     | 8      |
| 2007/08 | Independiente Medellín | Primera A        | 40         | 11         | —     | —     | —              | —              | 40     | 11     |
| 2008/09 | Independiente Medellín | Primera A        | 15         | 14         | 2     | 2     | 5              | 3              | 22     | 19     |
| 2009/10 | Independiente Medellín | Primera A        | 24         | 18         | 0     | 0     | —              | —              | 24     | 18     |
| 2009/10 | Jaguares de Chiapas    | Primera División | 13         | 9          | —     | —     | —              | —              | 13     | 9      |
| 2010/11 | Jaguares de Chiapas    | Primera División | 14         | 4          | 2     | 0     | 5              | 3              | 21     | 7      |
| 2011/12 | Jaguares de Chiapas    | Primera División | 31         | 15         | 4     | 4     | —              | —              | 41     | 20     |
| 2012/13 | FC Porto               | Primeira Liga    | 30         | 26         | 4     | 1     | 8              | 3              | 42     | 30     |
| 2013/14 | FC Porto               | Primeira Liga    | 30         | 20         | 9     | 5     | 11             | 3              | 50     | 28     |
| 2014/15 | FC Porto               | Primeira Liga    | 30         | 21         | 1     | 2     | 10             | 8              | 41     | 31     |
| 2015/16 | Atlético Madrid        | Primera División | 15         | 2          | 3     | 0     | 4              | 1              | 22     | 3      |
| 2015/16 | Guangzhou Evergrande   | Super League     | 10         | 4          | 1     | 0     | 4              | 1              | 15     | 5      |
| 2018/19 | Portimonense           | Primeira Liga    | 27         | 9          | 0     | 0     | —              | —              | 27     | 9      |
| 2019/20 | Portimonense           | Primeira Liga    | 24         | 1          | 1     | 1     | —              | —              | 25     | 2      |
| Totaal  | Totaal                 | Totaal           | 360        | 166        | 27    | 15    | 47             | 22             | 334    | 203    |

## Interlandcarrière
Martínez maakte zijn debuut voor het Colombiaans voetbalelftal op 5 september 2009, toen met 2–0 werd gewonnen van Ecuador. De aanvaller viel een kwartier voor tijd in voor Juan Camilo Zúñiga en hij scoorde negen minuten later de 1–0. In mei 2014 werd Martínez door bondscoach José Pékerman opgenomen in de selectie voor het wereldkampioenschap voetbal in Brazilië. Op het WK speelde hij mee in de duels tegen Griekenland (3–0 winst), Japan (1–4 winst, twee doelpunten) en Uruguay (2–0 winst). Zijn toenmalige clubgenoten Diego Reyes en Héctor Herrera (Mexico), Juan Fernando Quintero (Colombia), Jorge Fucile (Uruguay), Eliaquim Mangala (Frankrijk), Silvestre Varela (Portugal) en Steven Defour (België) waren ook actief op het toernooi.
| Interlands van Martínez voor Colombia | Interlands van Martínez voor Colombia | Interlands van Martínez voor Colombia | Interlands van Martínez voor Colombia | Interlands van Martínez voor Colombia | Interlands van Martínez voor Colombia |
| №                                     | Datum                                 | Wedstrijd                             | Uitslag                               | Competitie                            | Goals                                 |
| Als speler van Jaguares de Chiapas    | Als speler van Jaguares de Chiapas    | Als speler van Jaguares de Chiapas    | Als speler van Jaguares de Chiapas    | Als speler van Jaguares de Chiapas    | Als speler van Jaguares de Chiapas    |
| ------------------------------------- | ------------------------------------- | ------------------------------------- | ------------------------------------- | ------------------------------------- | ------------------------------------- |
| 1                                     | 5 september 2009                      | Colombia – Ecuador                    | 2 – 0                                 | Kwalificatie WK 2010                  | Goal                                  |
| 2                                     | 9 september 2009                      | Uruguay – Colombia                    | 3 – 1                                 | Kwalificatie WK 2010                  | Goal                                  |
| 3                                     | 1 oktober 2009                        | Mexico – Colombia                     | 1 – 2                                 | Vriendschappelijk                     |                                       |
| 4                                     | 11 oktober 2009                       | Colombia – Chili                      | 2 – 4                                 | Vriendschappelijk                     | Goal                                  |
| 5                                     | 15 oktober 2009                       | Paraguay – Colombia                   | 0 – 2                                 | Vriendschappelijk                     |                                       |
| 6                                     | 27 mei 2010                           | Zuid-Afrika – Colombia                | 2 – 1                                 | Vriendschappelijk                     |                                       |
| 7                                     | 30 mei 2010                           | Nigeria – Colombia                    | 1 – 1                                 | Vriendschappelijk                     |                                       |
| 8                                     | 17 november 2010                      | Colombia – Peru                       | 1 – 1                                 | Vriendschappelijk                     |                                       |
| 9                                     | 26 juni 2011                          | Colombia – Senegal                    | 2 – 0                                 | Vriendschappelijk                     | Goal                                  |
| 10                                    | 26 juli 2011                          | Colombia – Peru                       | 0 – 2                                 | Copa América                          |                                       |
| 11                                    | 4 september 2011                      | Honduras – Colombia                   | 0 – 2                                 | Vriendschappelijk                     |                                       |
| 12                                    | 7 september 2011                      | Jamaica – Colombia                    | 0 – 2                                 | Vriendschappelijk                     | Goal                                  |
| 13                                    | 12 november 2011                      | Colombia – Venezuela                  | 1 – 1                                 | Kwalificatie WK 2014                  |                                       |
| 14                                    | 15 november 2011                      | Colombia – Argentinië                 | 1 – 2                                 | Kwalificatie WK 2014                  |                                       |
| 15                                    | 1 maart 2012                          | Mexico – Colombia                     | 0 – 2                                 | Vriendschappelijk                     |                                       |
| 16                                    | 4 juni 2012                           | Peru – Colombia                       | 0 – 1                                 | Kwalificatie WK 2014                  |                                       |
| Als speler van FC Porto               |                                       |                                       |                                       |                                       |                                       |
| 17                                    | 17 oktober 2012                       | Colombia – Kameroen                   | 3 – 0                                 | Vriendschappelijk                     | Goal                                  |
| 18                                    | 15 november 2012                      | Brazilië – Colombia                   | 1 – 1                                 | Vriendschappelijk                     |                                       |
| 19                                    | 7 februari 2013                       | Guatemala – Colombia                  | 1 – 4                                 | Vriendschappelijk                     | Goal · Goal                           |
| 20                                    | 8 juni 2013                           | Argentinië – Colombia                 | 0 – 0                                 | Kwalificatie WK 2014                  |                                       |
| 21                                    | 14 augustus 2013                      | Colombia – Servië                     | 1 – 0                                 | Vriendschappelijk                     |                                       |
| 22                                    | 7 september 2013                      | Colombia – Ecuador                    | 1 – 0                                 | Kwalificatie WK 2014                  |                                       |
| 23                                    | 11 september 2013                     | Uruguay – Colombia                    | 2 – 0                                 | Kwalificatie WK 2014                  |                                       |
| 24                                    | 16 oktober 2013                       | Paraguay – Colombia                   | 1 – 2                                 | Kwalificatie WK 2014                  |                                       |
| 25                                    | 14 november 2013                      | België – Colombia                     | 0 – 2                                 | Vriendschappelijk                     |                                       |
| 26                                    | 19 november 2013                      | Nederland – Colombia                  | 0 – 0                                 | Vriendschappelijk                     |                                       |
| 27                                    | 31 mei 2014                           | Colombia – Senegal                    | 2 – 2                                 | Vriendschappelijk                     |                                       |
| 28                                    | 14 juni 2014                          | Colombia – Griekenland                | 3 – 0                                 | WK 2014                               |                                       |
| 29                                    | 24 juni 2014                          | Japan – Colombia                      | 1 – 4                                 | WK 2014                               | Goal · Goal                           |
| 30                                    | 28 juni 2014                          | Colombia – Uruguay                    | 2 – 0                                 | WK 2014                               |                                       |
| 31                                    | 6 september 2014                      | Brazilië – Colombia                   | 1 – 0                                 | Vriendschappelijk                     |                                       |
| 32                                    | 11 oktober 2014                       | Colombia – El Salvador                | 3 – 0                                 | Vriendschappelijk                     |                                       |
| 33                                    | 15 oktober 2014                       | Canada – Colombia                     | 0 – 1                                 | Vriendschappelijk                     |                                       |

## Erelijst
| Competitie                    |                        |                           |                        |                        |
| Competitie                    | Aantal                 | Jaren                     |                        |                        |
| Independiente Medellín        | Independiente Medellín | Independiente Medellín    | Independiente Medellín | Independiente Medellín |
| ----------------------------- | ---------------------- | ------------------------- | ---------------------- | ---------------------- |
| Primera A (Winnaar Clausura)  | 1x                     | 2009                      |                        |                        |
| FC Porto                      |                        |                           |                        |                        |
| Primeira Liga                 | 1x                     | 2012/13                   |                        |                        |
| Supertaça Cândido de Oliveira | 2x                     | 2012, 2013                |                        |                        |
| Individueel                   |                        |                           |                        |                        |
| Topscorer Primeira Liga       | 3x                     | 2012/13, 2013/14, 2014/15 |                        |                        |